# ضاحية تيروفللور
تيروفاللور رمزها «TL» (بالإنجليزية: Thiruvallur)‏ ، هو تقسيم إداري لدولة الهند تتبع ولاية تاميل نادو (بالإنجليزية: Tamil  Nadu)‏ ، مركزها هو مدينة تيروفاللور (بالإنجليزية: Thiruvallur)‏ عدد سكانها حسب تعداد سنة 2001 هو 2,738,866 ، مساحتها 3,424 كم² وكثافة السكان 800 لكل كم² .